# Ortaköy, Mamak
Ortaköy là một xã thuộc huyện Mamak, tỉnh Ankara, Thổ Nhĩ Kỳ. Dân số thời điểm năm 2010 là 188 người.